# Богачка
Бога́чка (укр. Багачка) — село, относится к Троицкому району Луганской области Украины.
Население по переписи 2001 года составляло 537 человек. Почтовый индекс — 92112. Телефонный код — 6456. Занимает площадь 242,2 км².

## Местный совет
92112, Луганская область, Троицкий район, село Богачка, улица Школьная 37  (укр.)